# سفارة تونس في روسيا
سفارة تونس في روسيا هي أرفع تمثيل دبلوماسي لدولة تونس لدى روسيا. تقع السفارة في موسكو وهي تهدف لتعزيز المصالح التونسية في روسيا.

## وصلات خارجية
- قائمة سفارات تونس
- قائمة السفارات في روسيا